# یوریکا (کارولینای شمالی)
یوریکا (به انگلیسی: Eureka) شهری در ایالت کارولینای شمالی کشور ایالات متحده آمریکا است که جمعیت آن در سرشماری سال ۲۰۱۰ میلادی، ۱۹۷ نفر بوده‌است.